# Round Rock Express

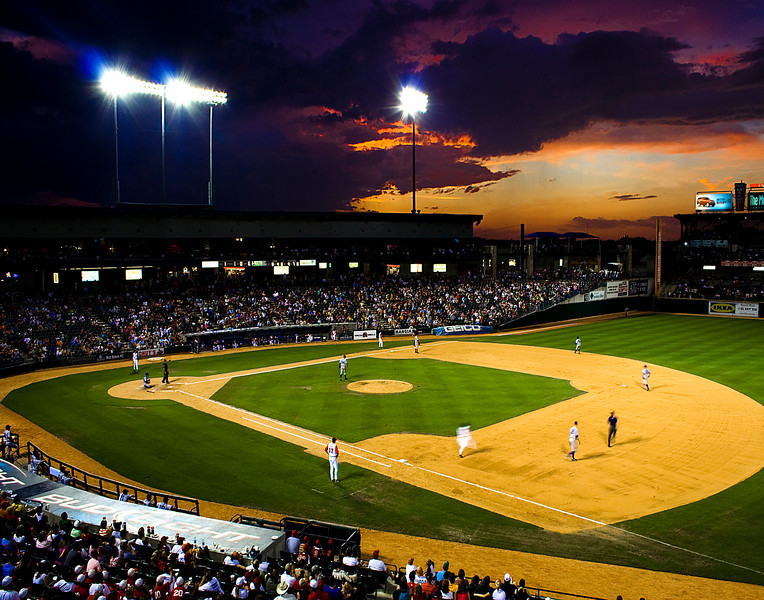
Dell Diamondstadion

De Round Rock Express is een Minor league baseballteam uit Round Rock (voorstad van Austin), Texas. Ze spelen in de Southern Division van de American Conference van de Pacific Coast League. Hun stadion heet Dell Diamond. Ze zijn verwant aan de Texas Rangers.